# Aleksander (książę Lippe)
Karol Aleksander (ur. 16 stycznia 1831 w Detmoldzie, zm. 13 stycznia 1905 w St. Gilgenberg) – książę Lippe. Jego władztwo było częścią Cesarstwa Niemieckiego.
Urodził się jako piąty syn (siódme spośród dziewięciorga dzieci) księcia Lippe Leopolda II oraz jego żony księżnej Emilii Schwarzburg-Sondershausen. Na tron wstąpił po śmierci starszego brata – księcia Waldemara 20 marca 1895. Z powodu choroby umysłowej nigdy nie objął samodzielnych rządów. Regencję w jego imieniu sprawowali dalecy krewni: najpierw książę Adolf Schaumburg-Lippe (1895-1897), a następnie hrabiowie Lippe-Biesterfeld – Ernest (1897-1904) i Leopold (1904-1905). Po śmierci monarchy ostatni z nich został jego następcą jako Leopold IV.
Książę Aleksander zmarł bezżennie i bezpotomnie.